# Emilio Gámiz
Emilio Gámiz Cuixart (Badalona, España, 24 de octubre de 1933 — Barcelona, España, 17 de enero de 1984) fue un futbolista español que se desempeñaba como defensa.

## Clubes
| Club             | País   | Año       |
| ---------------- | ------ | --------- |
| R. C. D. Español | España | 1953-1959 |
| U. D. Las Palmas | España | 1959-1961 |